# Пилецкис, Симонас
Симонас Пилецкис (Пиляцкис; лит. Simonas Pilẽckis; пол. Szymon Pilecki; 19 октября 1927, Вильно, Виленское воеводство — 12 июля 2012, Каунас) — советский и литовский энтомолог, доктор биологических наук, профессор.

## Биография
Родился 19 октября 1927 года в Вильне в караимской семье Авиаша и Нины, урождённой Шпаковской, Пилецких. Отец управлял имением в Малёванке близ Трок, принадлежавшем Караимскому духовному управлению.
В 1940 году окончил Трокскую начальную («физкультурную ») школу и прошёл подготовительные курсы при Трокской учительской семинарии. Во время войны брал частные уроки. В 1944—1948 годах обучался в 5-й Польской средней школе в Вильнюсе. В 1949 году поступил на факультет лесоустройства Литовской сельскохозяйственной академии в Каунасе, которую окончил с отличием в 1954 году, защитив магистерскую диссертацию на тему «Вредители еловых шишек в окрестностях Каунаса» (отмечена почётной грамотой Министерства высшего образования). В 1959 году защитил кандидатскую диссертацию «Фауна вредных жесткокрылых (Coleoptera) в лесах Литовской ССР», в 1969 году докторскую — «Эколого-фаунистическое и зоогеографическое исследование жесткокрылых (Coleoptera) Литовской ССР» (научный консультант — д. б. н., профессор С. Мастаускис). С 1971 — профессор. 
Ещё будучи студентом, начал работать старшим лаборантом кафедры лесного хозяйства. После окончания университета занял должность ассистента кафедры защиты растений, где вёл занятия по энтомологии. Прошёл путь от ассистента и старшего преподавателя до доцента, профессора и заведующего кафедрой. В 1993 году вышел на пенсию.
Умер 12 июля 2012 года в Каунасе. Похоронен в Тракае.

## Научная деятельность
В области литовской энтомологии проявил себя как первооткрыватель и новатор. Установил закономерности распространения жуков в Литве, разделил Литву на эколого-фаунистические районы, разработал теорию изотермического распространения жуков. Автор справочников по характеристике насекомых, популярной энтомологической литературы, учебников и учебных пособий на литовском языке, монографии «Жуки Литвы» (1976), книг для широкой аудитории «Позаботимся о полезных насекомых» (1982) и «Занимательная энтомология» (1986). Написал множество статей по вопросам защиты насекомых и растений для литовских энциклопедий различных изданий, периодических изданий и научных журналов. Изданная в 1998 году кафедрой защиты растений Сельскохозяйственного университета «Библиография произведений к 70-летию со дня рождения» содержит 484 наименования литературы, написанных самим Пилецкисом, и 107 статей других авторов о нём и его работе.
Один из инициаторов и основателей Общества литовских энтомологов. Член Международного научного садоводческого общества, редколлегий научных журналов и изданий «Acta Entomologica Lituanica», «Новые и редкие виды насекомых Литвы», «Литовская фауна». Был научным руководителем «Советско-Литовской энциклопедии». Собрал большую коллекцию жесткокрылых, которую подарил Литовской сельскохозяйственной академии.

## Награды
- Серебряная медаль ВДНХ (1974) — за заслуги перед сельским хозяйством
- Государственная премия Литовской ССР (1978) — за монографию «Жуки Литвы»
- Золотой знак Польского энтомологического общества (1978) — за развитие дружеских контактов
- Заслуженный деятель науки Литовской ССР (1981)
- Рыцарский крест ордена Великого князя Литовского Гедиминаса (1997)[3]

## Семья
Жена с 1957 — Валентина, урождённая Робачевская (род. 1935), учитель географии и биологии, внучка трокского газзана Богуслава Фирковича. Дочери:
- Маргарита (род. 1961), доцент, врач-ревматолог в Каунасе.
- Регина (род. 1968), заведующая отделением общей гематологии в Вильнюсе[6][7][5].

Двоюродный брат — Шимон Пилецкий (1925—2023), польский инженер.